# Stigmella montanotropica
Stigmella montanotropica là một loài bướm đêm thuộc họ Nepticulidae. It is found rừng nhiệt đới ở sườn phía tây dãy núi Andes ở Ecuador.
Sải cánh dài 5-5.1 mm đối với con cái. Con trưởng thành bay từ tháng 2 đến đầu tháng 3.
Ấu trùng ăn Acalypha. The mine the leaves of their host plant.